# Майкл О'Гара
Майкл О'Гара (англ. Michael O'Hare; 6 травня 1952, Чикаго — 28 вересня 2012) — американський актор, найбільш відомий за роллю Джеффрі Сінклера в серіалі «Вавилон-5».

## Життєпис
Майкл О'Гара народився у Чикаго, штат Іллінойс. Навчався в Гарвардському університеті, вивчав англійську літературу. Також навчався у Джульярдській школі.
Брав участь у багатьох театральних постановках в Нью-Йорку, виконував роль полковника Джессупа в оригінальній постановці «Кілька хороших хлопців». Був першим білим актором, номінованим театральною спільнотою чорнощкірих Нью-Йорка на отримання AUDELCO Award як кращий актор (за його роботу в п'єсі «Відтінки коричневого»). 1992 року був прийнятий на роль Командора Джеффрі Сінклера в першому сезоні фантастичного телесеріалу «Вавилон-5». Згодом з'являвся в другому сезоні і в 2-х епізодах третього сезону.
Був змушений покинути серіал через психічний розлад (параноїдний стан), який Майкл Стражинськи на його прохання зберігав в таємниці до самої смерті Майкла. Під час зйомок першого сезону «Вавилону-5» О'Гара почав здійснювати параноїдні помилки. Після відзняття половини 1-ї частини «Вавилону-5» його галюцинації погіршилися; О'Гарі ставало все важче продовжувати працювати, його поведінка ставала дедалі більш хибною. Стражинськи пропонував призупинити зйомки на кілька місяців (доки триватиме лікування) — проте О'Гара побоювався, що така перерва поставить серіал під загрозу, також він не хотів ставити під загрозу робочі місця інших. Стражинськи погодився утримати таємницю стану О'Гари — щоб захистити кар'єру, і Майкл згодився завершити перший сезон — але не брав би участі у другому сезоні — щоб міг лікуватися. Його відхід з серіалу без пояснення — але із зауваженням, що це було взаємним і дружнім.
Лікування було лише частково успішним; він знову з'явився епізодично на початку другого сезону («Coming of Shadows») і двічі повернувся в третьому сезоні («War Without End»), який закрив історію його героя. У той час Стражинськи пообіцяв утримати таємницю стану О'Гари до своєї смерті. Майкл йому зауважив, щоб Стражинськи зберіг таємницю до смерті О'Гари, вказуючи, що шанувальники заслуговують на те, щоб зрештою дізнатися справжню причину його відходу.
О'Гара з'являвся в ряді телевізійних шоу, включаючи Траппер Джон, MD, Ті Джей Гукер (TJ Hooker), Кейт і Аллі , Еквалайзер (телесеріал), Казки з темного боку (Tales з Darkside), і Таємниці Косбі (The Cosby Mysteries)..
28 вересня 2012 року Стражинськи опублікував звістку, що О'Гара переніс серцевий напад 5 днів тому і перебував в комі до своєї смерті. Через 8 місяців Стражинськи розкрив обставини від'їзду О'Гари зі знімального майданчика «Вавилону-5» на презентації про серію в «Phoenix Comicon».
Був одружений з Рут Айві Белла (Ruth Ivy Ballam) від 1998 року до своєї смерті.

## У театрах на Бродвеї
- Гравці (1978)
- Людина та Супермен (Бернард Шоу 1979)
- Кілька гарних чоловіків (Аарон Соркін 1989)
- Тигель (Артур Міллер 1991)

## Фільмографія
Фільми
- 1998 — «Вавилон-5: На початку»
- 1989 — «Останній поворот на Бруклін»
- 1989 — «Неймовірний Галк: Випробування»
- 1985 — «Переслідування Д. Б. Купера»
- 1984 — «Канібали-гуманоїди з підземелля»
- 1979 — «Обітниця»

Телесеріали
- 1997—2000 — «Закон і порядок»
- 1994—1996 — «Вавилон-5»
- 1991 — «Закон Лос-Анджелесу»
- 1986 — «Казки з темного боку»
- 1976 — «Хроніки Адама»